# Traungletscher
Der Traungletscher war ein Gletscher, der in den vier bekannten Eiszeiten einen Großteil des oberösterreichischen Salzkammergutes bedeckte und die heutigen Täler und Seen formte.
Der Gletscher floss vom Nährgebiet am Dachsteinmassiv nach Norden bis zum Alpenrand und darüber hinaus, dem heutigen Lauf der Traun folgend nach Nordosten, über das heutige Ischltal und den Wolfgangsee Richtung Nordwesten, und über das Tal des Schwarzensees in Richtung Attersee. Die Zungen befanden sich in den Becken des Traun-, Atter- und Irrsees sowie bei Oberwang. 
Aus der Günz-Kaltzeit finden sich Reste der Endmoräne bei Berg westlich von Vorchdorf. In der Mindel-Kaltzeit stieß der Traungletscher im Nordwesten bis an die Südausläufer des Kobernaußerwaldes vor und hinterließ geschlossene Endmoränenzüge im Bereich Straßwalchen, Eisengattern und Frankenmarkt. Im Nordosten befindet sich ein Endmoränenzug bei Steyrermühl. Geschlossene Endmoränenzüge der Riß-Kaltzeit finden sich bei Gschwandt und Ohlsdorf nördlich des Traunsees. Moränen der Würm-Kaltzeit haben sich um den Traunsee von Gmunden bis Altmünster erhalten.
Der Gletscherstrom überformte die Becken und Täler abhängig vom jeweiligen geologischen Untergrund zu breiten, mit Grundmoräne bedeckten Tallandschaften wie das Ischltal oder steilwandigen Trogtälern wie um den Traunsee. An vielen Stellen kam es durch die Erosion des Eises und des an der Gletscherbasis fließenden Wassers, besonders im Zungenbereich, zu Tiefenerosion. Dadurch entstanden in der präquartären Felssohle der Täler Wannen, sogenannte „übertiefte Becken“, die bis einige 100 Meter unter das heutige Flussniveau reichen. Sie wurden nur teilweise mit Sedimenten wieder aufgefüllt und sind heute von den zahlreichen Seen erfüllt.